# Sun Diego/Diskografie
Diese Diskografie ist eine Übersicht über die musikalischen Werke des deutschen Rappers Sun Diego und seines Pseudonyms SpongeBOZZ. Seine erfolgreichste Veröffentlichung ist die Single Eloah mit über 200.000 verkauften Einheiten.

## Alben

### Studioalben
| Jahr | Titel                                      | Höchstplatzierung, Gesamtwochen, AuszeichnungChartplatzierungen (Jahr, Titel, Platzierungen, Wochen, Auszeichnungen, Anmerkungen) | Höchstplatzierung, Gesamtwochen, AuszeichnungChartplatzierungen (Jahr, Titel, Platzierungen, Wochen, Auszeichnungen, Anmerkungen) | Höchstplatzierung, Gesamtwochen, AuszeichnungChartplatzierungen (Jahr, Titel, Platzierungen, Wochen, Auszeichnungen, Anmerkungen) | Anmerkungen                                                                                           |
| Jahr | Titel                                      | DE | AT | CH | Anmerkungen                                                                                           |
| ---- | ------------------------------------------ | --- | --- | --- | --- |
| 2015 | Planktonweed Tape                          | DE1 (11 Wo.)DE | AT1 (11 Wo.)AT | CH3 (5 Wo.)CH | Erstveröffentlichung: 17. April 2015 als SpongeBOZZ; indiziert seit September 2015 Verkäufe: + 40.000 |
| 2017 | Started from the Bottom / KrabbenKoke Tape | DE2 (16 Wo.)DE | AT2 (7 Wo.)AT | CH3 (4 Wo.)CH | Erstveröffentlichung: 9. Juni 2017 als SpongeBOZZ                                                     |
| 2022 | Yellow Bar Mitzvah                         | DE1 (3 Wo.)DE | AT3 (2 Wo.)AT | CH3 (2 Wo.)CH | Erstveröffentlichung: 22. April 2022                                                                  |

### Kollaboalben
- 2012: Soldiers Edition (mit John Webber)[3]

### EPs
- 2008: Ruski Tape (mit John Webber)
- 2012:  Moneyrain Entertainment Vol. 1 (mit John Webber)[4]
- 2013: Battlerunden JBB2013
- 2014: Battlerunden JBB2014 (als SpongeBOZZ)
- 2022: Planktonweed EP (als SpongeBOZZ; zusammen mit Yellow Bar Mitzvah erschienen)
- 2022: Drilla in Manila EP (als Pat Smoke; zusammen mit Yellow Bar Mitzvah erschienen)
- 2024: Stan in the Mirror EP

## Singles

### Als Leadmusiker
| Jahr | Titel Album                                                   | Höchstplatzierung, Gesamtwochen, AuszeichnungChartplatzierungen (Jahr, Titel, Album, Platzierungen, Wochen, Auszeichnungen, Anmerkungen) | Höchstplatzierung, Gesamtwochen, AuszeichnungChartplatzierungen (Jahr, Titel, Album, Platzierungen, Wochen, Auszeichnungen, Anmerkungen) | Höchstplatzierung, Gesamtwochen, AuszeichnungChartplatzierungen (Jahr, Titel, Album, Platzierungen, Wochen, Auszeichnungen, Anmerkungen) | Anmerkungen                                                                                                   |
| Jahr | Titel Album                                                   | DE | AT | CH | Anmerkungen                                                                                                   |
| --- | ------------------------------------------------------------- | --- | --- | --- | --- |
| 2017 | A.C.A.B. II Started from the Bottom / KrabbenKoke Tape        | DE93 (1 Wo.)DE | AT70 (1 Wo.)AT | — | Erstveröffentlichung: 25. Mai 2017 als SpongeBOZZ                                                             |
| 2017 | Yellow Bar Mitzvah Started from the Bottom / KrabbenKoke Tape | DE78 (1 Wo.)DE | AT59 (1 Wo.)AT | — | Erstveröffentlichung: 25. Mai 2017 als SpongeBOZZ                                                             |
| 2018 | Eloah Yellow Bar Mitzvah                                      | DE6 Gold · (11 Wo.)DE | AT5 (5 Wo.)AT | CH59 (1 Wo.)CH | Erstveröffentlichung: 5. April 2018 Verkäufe: + 200.000                                                       |
| 2018 | Rock Me Amadeus Falco – Sterben um zu leben                   | DE71 (2 Wo.)DE | AT63 (1 Wo.)AT | — | Erstveröffentlichung: 27. April 2018 mit Falco                                                                |
| 2018 | Hookah Kartell Bratans aus Favelas                            | DE59 (1 Wo.)DE | AT53 (1 Wo.)AT | — | Erstveröffentlichung: 22. Juni 2018                                                                           |
| 2021 | Apocalyptic Endgame Yellow Bar Mitzvah                        | DE— aDE | — | — | Erstveröffentlichung: 17. November 2021 als Sun Diego & SpongeBOZZ                                            |
| 2021 | Rostov on Don Yellow Bar Mitzvah                              | DE— bDE | — | — | Erstveröffentlichung: 18. November 2021 als Sun Diego & SpongeBOZZ                                            |
| 2022 | La Familia 2 Yellow Bar Mitzvah                               | DE98 (1 Wo.)DE | — | — | Erstveröffentlichung: 4. Februar 2022 als Sun Diego & SpongeBOZZ                                              |
| 2022 | A.C.A.B. III Yellow Bar Mitzvah                               | DE— cDE | — | — | Erstveröffentlichung: 3. März 2022 als SpongeBOZZ                                                             |
| 2022 | Ha-Satan Yellow Bar Mitzvah                                   | DE84 (1 Wo.)DE | — | — | Erstveröffentlichung: 4. März 2022                                                                            |
| 2022 | Legenden Yellow Bar Mitzvah                                   | DE— dDE | — | — | Erstveröffentlichung: 31. März 2022 als SpongeBOZZ mit Gio & GReeeN feat. Der Asiate, Deamon & Johnny Diggson |
| Folgende Lieder erschienen nicht als Single, wurden aber durch das Album zum Download und Streaming bereitgestellt und konnten somit eine Platzierung erlangen: |                                                               | | | | |
| |                                                               | | | | |
| 2022 | Schwarz Rot Gold Yellow Bar Mitzvah                           | DE59 (1 Wo.)DE | — | — | Charteinstieg: 29. April 2022 feat. Farid Bang & Kollegah                                                     |

Weitere Singles
- 2012: Moneyrain Soldiers Pt.2 (mit John Webber)
- 2012: Apocalyptic
- 2014: Killa
- 2015: A.C.A.B
- 2015: God of Battle
- 2015: No Cooperacion con la Policia (NCCLP)
- 2015: Planktonweed
- 2015: Kleinkrimineller
- 2017: Started from the Bottom/Apocalyptic Infinity
- 2017: Machinegunflows
- 2021: Ehrenmann (als Sun Diego & SpongeBOZZ)
- 2022: Flieg (Uletaj) Mit Mama
- 2022: Mama Mazel Tov

### Als Gastmusiker
| Jahr | Titel Album                             | Höchstplatzierung, Gesamtwochen, AuszeichnungChartplatzierungen (Jahr, Titel, Album, Platzierungen, Wochen, Auszeichnungen, Anmerkungen) | Höchstplatzierung, Gesamtwochen, AuszeichnungChartplatzierungen (Jahr, Titel, Album, Platzierungen, Wochen, Auszeichnungen, Anmerkungen) | Höchstplatzierung, Gesamtwochen, AuszeichnungChartplatzierungen (Jahr, Titel, Album, Platzierungen, Wochen, Auszeichnungen, Anmerkungen) | Anmerkungen                                                                                   |
| Jahr | Titel Album                             | DE | AT | CH | Anmerkungen                                                                                   |
| --- | --------------------------------------- | --- | --- | --- | --------------------------------------------------------------------------------------------- |
| 2017 | Fame/BBM ist die Gang –                 | — | AT74 (1 Wo.)AT | — | Erstveröffentlichung: 20. Januar 2017 (JMC-Finale) mit Johnny Diggson, Deamon, Scenzah & Juri |
| 2018 | Bella ciao Bratans aus Favelas          | DE62 (1 Wo.)DE | AT65 (1 Wo.)AT | — | Erstveröffentlichung: 8. Juni 2018 mit Juri & Scenzah                                         |
| 2019 | Keller oder Cockschelle –               | DE72 (1 Wo.)DE | — | — | Erstveröffentlichung: 21. Februar 2019 mit Mois                                               |
| 2020 | Death Row Bratans aus Favelas 2         | DE57 (1 Wo.)DE | AT73 (1 Wo.)AT | — | Erstveröffentlichung: 17. Juli 2020 Juri feat. Sun Diego                                      |
| 2022 | Home Invade Königshaki                  | DE— eDE | — | — | Erstveröffentlichung: 30. Juni 2022 Juri feat. Kollegah & Sun Diego                           |
| Folgende Lieder erschienen nicht als Single, wurden aber durch das Album zum Download und Streaming bereitgestellt und konnten somit eine Platzierung erlangen: |                                         | | | |                                                                                               |
| |                                         | | | |                                                                                               |
| 2020 | Red Bottoms Bratans aus Favelas 2       | DE— fDE | — | — | Charteinstieg: 31. Juli 2020 Juri feat. Sun Diego, Mavie & Scenzah                            |
| 2021 | Rotlichtmassaker 2 Zuhältertape, Vol. 5 | — | AT44 (1 Wo.)AT | CH63 (1 Wo.)CH | Charteinstieg: 17. Oktober 2021 Kollegah feat. Sun Diego                                      |

## Freetracks
- 2009: Bounce 2009
- 2013: King of Kings
- 2013: Halloween
- 2014: Osterhasenflow (Freestyle)
- 2014: John F. Kennedy (JFK)
- 2014: Weltmeister 2014
- 2014: Kampfansage
- 2017: PAYBACK #forsundiego – Napoleon Komplex (PA Sports Diss)
- 2017: PAYBACK #forsundiego – Eierkinn Diss (als Sun Diego, aber als Interpret wird SpongeBOZZ angezeigt)
- 2024: Stan in the Mirror

## Statistik

### Chartauswertung
|                     | DE    | AT    | CH    |
| ------------------- | ----- | ----- | ----- |
| Nummer-eins-Alben   | DE2DE | AT1AT | CH—CH |
| Top-10-Alben        | DE3DE | AT3AT | CH3CH |
| Alben in den Charts | DE3DE | AT3AT | CH3CH |

|                       | DE     | AT    | CH    |
| --------------------- | ------ | ----- | ----- |
| Nummer-eins-Singles   | DE—DE  | AT—AT | CH—CH |
| Top-10-Singles        | DE1DE  | AT1AT | CH—CH |
| Singles in den Charts | DE11DE | AT9AT | CH2CH |

### Auszeichnungen für Musikverkäufe
| 2× Silberne Schallplatte - Europa (Impala) - 2016: für das Album Planktonweed Tape |

Anmerkung: Auszeichnungen in Ländern aus den Charttabellen bzw. Chartboxen sind in ebendiesen zu finden.
| Land/RegionAuszeichnungen für Musikverkäufe (Land/Region, Auszeichnungen, Verkäufe, Quellen) | Silber     | Gold  | Platin | Verkäufe | Quellen           |
| -------------------------------------------------------------------------------------------- | ---------- | ----- | ------ | -------- | ----------------- |
| Deutschland (BVMI)                                                                           | —          | Gold1 | —      | 200.000  | musikindustrie.de |
| Europa (Impala)                                                                              | 2× Silber2 | —     | —      | (40.000) | Einzelnachweise   |
| Insgesamt                                                                                    | 2× Silber2 | Gold1 | —      |          |                   |